# رولاند فيلالوبوس
رولاند فيلالوبوس (بالإسبانية: Rolando Villalobos)‏ هو مدرب كرة قدم ولاعب كرة قدم كوستاريكي في مركز الوسط، ولد في 25 يوليو 1953 في سان خوسيه في كوستاريكا. شارك مع منتخب كوستاريكا لكرة القدم. أما مع النوادي، فقد لعب مع ديبورتيفو سابريسا.